# Широкая (балка)
Широкая — балка в Криворожском районе Днепропетровской области, Украина. Относится к бассейну реки Каменки (правый приток).

## Географическое положение
Балка расположена в восточной части Криворожского района. Верховья балки представляют собой несколько ответвлений, которые сливаются около села Новожитомир. Устье балки расположено возле села Златоустовка.

### Населённые пункты вдоль балки
- Новополье
- Красное
- Садовое
- Днепровка
- Шевченково
- Вольный Посад
- Новосёловка
- Романовка
- Вольный Табор
- Широкое
- Новожитомир
- Златоустовка

## Характеристика
Длина балки 22 км. Уклон временного водотока — 2,2 м/км. Площадь водосборного бассейна — 143 км². Имеет 6 притоков общей длиной 21 км.

## Хозяйственное использование
В балке сооружено несколько прудов и водохранилищ. Наибольшие из них: Красинское водохранилище, пруд у села Новожитомир, Златоустовское водохранилище, — используются для накопления и сброса очищенных сточных вод из Центральной станции аэрации города Кривой Рог. Также эти водохранилища используются для орошения.

## Интересные факты
От названия балки произошло название расположенного при ней села Широкое.